# Cykas-familien
Cykas-familien (Cycadaceae) rummer én slægt og 105 arter, som er udbredt fra Østafrika og Madagaskar til Sydøstasien, Ny Kaledonien og Tonga. Arterne har gennemsigtige hår og finnede blade. Småbladene har lappet eller tandet rand. Der er 3-6 oprette frøanlæg/sporebærere.
| Slægter |

- Cykas (Cycas)